# Balázsfalvi gyűlések

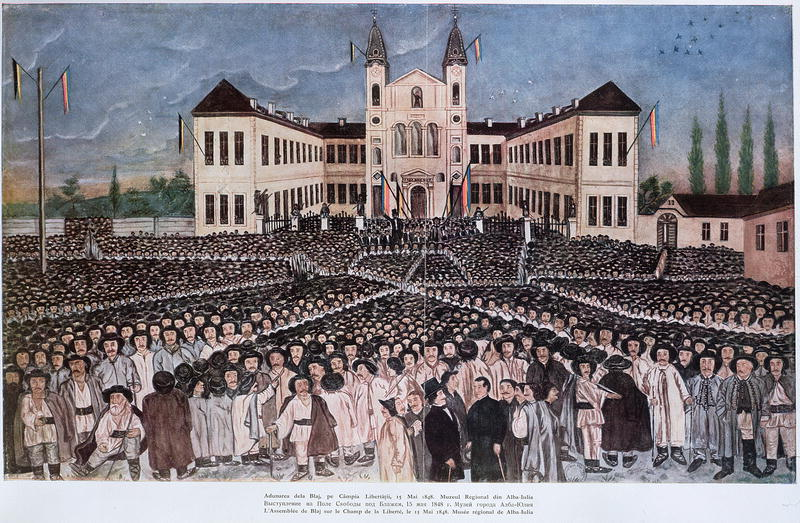
Balázsfalvi nemzeti gyűlés

A balázsfalvi gyűlések 1848-ban az erdélyi Alsófehér vármegyében, Balázsfalva mellett tartott román nemzetiségi gyűlések voltak, melyeken az erdélyi románság hangot adott követeléseinek.
Az első, még illegális gyűlést április 30-án tartották, ahol a román nemzetiségi mozgalom elindult a radikalizálódás útján. A következő, immár nemzeti gyűlés (általában ezt nevezik első balázsfalvi gyűlésnek) május 15. és 17. között követelte a román nemzet elismerését, egyenjogú képviseletét a törvényhozásban, és a magyar-erdélyi unió újratárgyalását a román képviselők részvételével. Szerepelt az első balázsfalvi petícióban ezen kívül az iparszabadság és a földfoglalások felülvizsgálatának igénye is. Megalakult a Román Nemzeti Komité.
Az időközben elszabaduló nemzetiségi ellenségeskedések hatására a második, szeptember 16–28-i gyűlés határozatában már Erdély különállását követelték közvetlen birodalmi kormányzat alatt, valamint az erdélyi kormányban és országgyűlésben a nemzetiségek népességarányos képviseletét.
A határozatokban megjelenő követelések változása jelzik a román nemzetiségi mozgalom szembefordulását a magyar szabadságharccal és kikövezték az utat a románok fegyveres felkelésének elindulásához.

## Előzmények

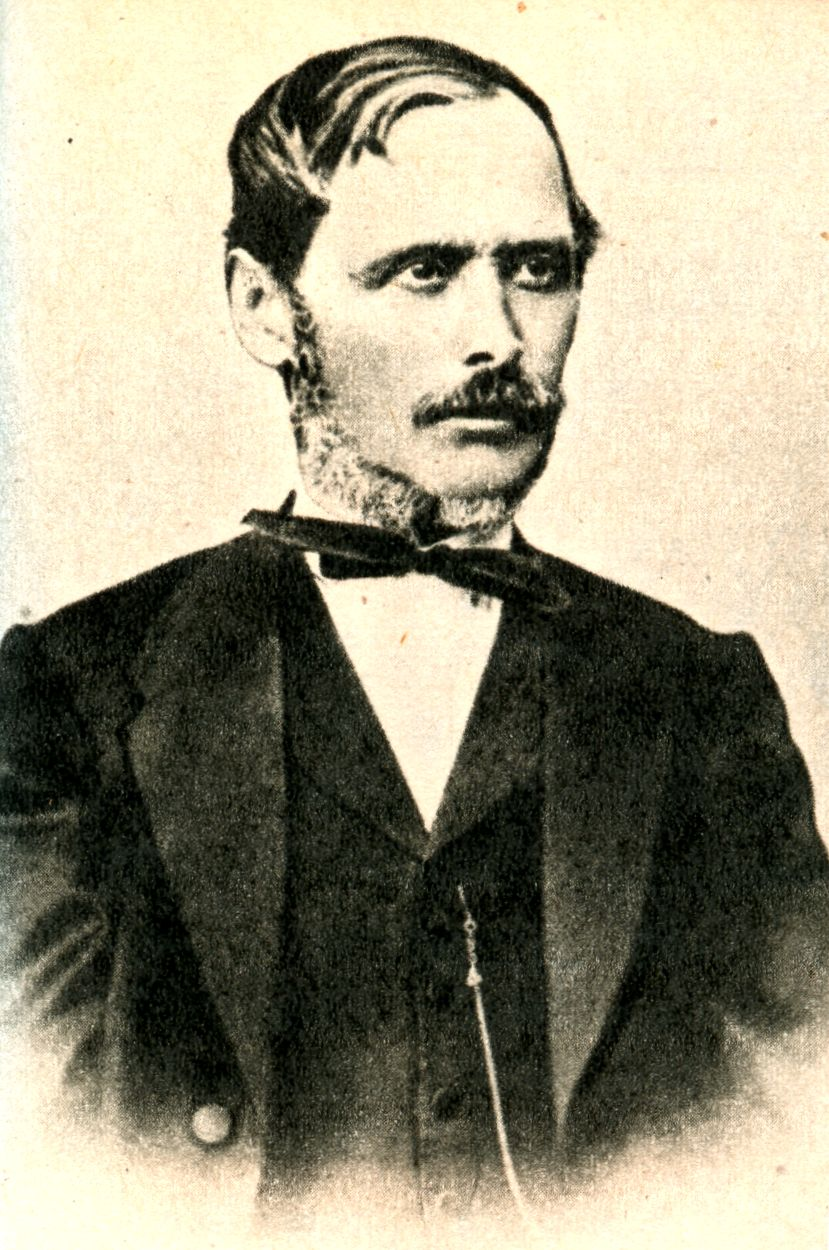
George Bariț, a magyarbarát irányzat vezetője

A forradalmi események az erdélyi románság körében is felkavarta az érzelmeket. Az értelmiség kereste az új helyzetben követendő irányt, a nemzetiségi mozgalom korántsem volt egységes. Három nagyobb irányzat alakult ki, amelyeket főleg az Erdélyt és Magyarországot egyesítő törvények és a nemzetiségi követelések sürgősségének megítélésében tértek el.
Az első csoport azokból állt, akik kiálltak az unió mellett, vezetőik közül említésre méltó Ioan Lemeni fogarasi görögkatolikus püspök, a lapszerkesztő Timotei Cipariu és Alexandru Sterca-Șuluțiu szilágysomlyói vikárius. A párt hamar háttérbe szorult.
A második párt George Bariț, a Gazeta de Transilvania szerkesztője körül szerveződött, aki az erdélyi unió elfogadását a románság nyelvi jogainak kiterjesztéséhez kötötte. Ide sorolhatók a március 24-én a királyhoz folyamodványt benyújtó ifjú jogászok, akik a marosvásárhelyi királyi tábla mellett gyakornokoskodtak, és a folyamodványban erdélyi jobbágyfelszabadítást és minden nép nyelvének tiszteletben tartását kérték az unió kimondása mellett. Közéjük tartozott kezdetben Avram Iancu és Alexandru Papiu Ilarian is.
A harmadik, legradikálisabb irányzat vezetője a volt filozófiatanár Simion Bărnuțiu volt, aki tárgyalni sem volt hajlandó az unióról, míg a románságot államalkotó nemzetként el nem ismerik. Szerinte a nemzeti jogok kiharcolása előbbre való, mint a gazdasági-társadalmi átalakulás.
Március és április folyamán Bariț és Bărnuțiu irányzata hasonló támogatottsággal bírt, nem dőlt még el, hogy melyik irányt választja a román mozgalom.

## Az április 30-i gyűlés
Az április 30-i gyűlést az erdélyi kormányszék tilalma ellenére rendezték meg. A jobbágyfelszabadításra váró parasztok tömegesen jelentek meg espereseik vezetésével. A szónokok többsége a románok nemzetként való elismerését követelte, Lemény püspök nyugalomra intette honfitársait. A mintegy kétezres tömeghez szólva a tanácskozás vége felé Bărnuțiu a hallgatósághoz igazodva nem csak a nemzetiségi kérdésekről, hanem a jobbágyfelszabadításról is beszélt. A gyűlés során egyre inkább előtérbe került, és a fiatalokat maga mellé állítva végül ő vált a román nemzetiségi mozgalom igazi vezetőjévé.

## Az első román nemzeti gyűlés
A Gubernium engedélyével május 15-ére hívták össze azt a görögkeleti és görögkatolikus gyűlést, amely az erdélyi országgyűlés elé terjesztendő kérvényről volt hivatott tanácskozni. A gyűlésre 30-40 000 román, főként parasztok érkeztek
Május 14-én mintegy ezer ember részvételével előtanácskozást tartottak a balázsfalvi templomban, melyen Bărnuțiu elővezette követeléseit:
- nemzeti egyenjogúság
- külön román nemzeti gyűlés
- anyanyelvű tanácskozás az ország- és megyegyűléseken
- román tisztségviselők kinevezése

Az unióról beszélve kifejtette félelmeit:
Az unió a magyarok számára élet, a románoknak halál. A magyarokra nézve határtalan szabadság, a románokra pedig örökös szolgaság. Ha a román nemzet egyesülni fog Magyarországgal, nem lesznek sem nemzeti iskolái, sem tisztviselői, akik gondot viselnének nemzeti érdekeire. Még nemzeti egyháza sem lesz. [...] ha nem lesz unió, megszakad az erdélyi és pannóniai magyarokat összekötő kapcsolat, és az erdélyi magyarok természetesen lassan el fognak enyészni.

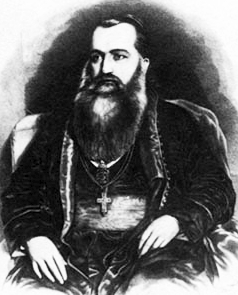
Andrei Saguna ortodox püspök, a Román Nemzeti Komité elnöke

Bărnuțiu gondolatai meghatározták a tanácskozás további menetét is. A 15-én a Görög réten összegyűlt sokaság a román nemzet és az uralkodó iránti hűségre esküdött fel. Másnap hirdették ki a határozatokat. A 16 pontból álló irat legfontosabb elemei:
- A román nemzet elismerése és évenkénti nemzetgyűlés tartása
- A románok népességük arányában legyenek képviselve a törvényhozásban és a közigazgatás minden szintjén[4]
- Az unióról való tárgyalás felfüggesztése, míg ez nem teljesül
- A román nyelv szabad használata a törvényhozásban és a közigazgatásban
- Román iskolahálózat létrehozása az alapfokútól az egyetemi szintig
- Független román nemzeti egyház létrehozása évenkénti zsinattartási joggal, érsekség felállítása
- Szólás-, sajtó- és gyülekezési szabadság biztosítása
- Jobbágyfelszabadítás és közteherviselés bevezetése Erdélyben
- Erdély és a dunai román fejedelemségek között a vámok eltörlése

A petíció egyszerre mutat polgári átalakulás iránti igényt és az erdélyi rendi államba nagyobb beleszólással követelő, rendi jellegű nemzettudatot tükröző jegyeket is. Ez jól mutatja a román mozgalom megosztottságát.
A határozatot Andrei Saguna püspök vezetésével követség vitte Bécsbe, a császárhoz, és ezzel egyidőben egy másik példányt a Ioan Lemeni vezette küldöttség Kolozsvárra, az erdélyi országgyűlés székhelyére. A válaszlevelek fogadására nagyszebeni székhellyel állandó bizottságot hoztak létre, ebből alakult ki a Román Nemzeti Komitét, melynek elnökévé Saguna, alelnöke és tényleges irányítója pedig Bărnuțiu lett.

## A második román nemzeti gyűlés
Ősszel Erdélyben felerősödött a románok elégedetlensége. A paraszti tömegekben felzúdulást keltett, hogy, bár a jobbágyfelszabadítást Erdélyben is kihirdették, az engedmény csak a telekhez kapcsolódó szolgáltatásokra vonatkozott. Súlyosbította a helyzetet, hogy szeptemberben megindult a honvéd zászlóaljak felállítása, és az összeírást megtagadó parasztokkal összetűzésekre került sor, különösen súlyos volt a szeptember 12-i aranyoslónai incidens, ahol 13 civil vesztette életét. A románok ügyeit kivizsgáló, a magyar országgyűlés által küldött unióbizottmány pedig csupán szeptember 27-ére készítette el törvényjavaslatát, ami túl későnek bizonyult.
A románok felfegyverzése eközben Karl von Urban, a naszódi határőrezred parancsnoka és Puchner Antal főhadparancsnok közreműködésével megkezdődött, a szeptember 16-i újabb balázsfalvi nemzeti gyűlésen már sokan fegyveresen jelentek meg.
A parasztok fő követelései a gyűlés elején az újoncozás és a rögtönítélő bíróságok felfüggesztése, román nemzetőrség felállítása és a megmaradt jobbágyi kötöttségek felszámolása voltak. A gyűlés akkor élénkült meg, mikor a Komité tagjai 25-én megérkeztek. Ekkor fogalmazták meg petíciójukat, amiben a magyar elnyomás elől menekülve a császárhoz fordulnak menedékért. Kinyilvánították az unió érvénytelenségét, egyben kijelentik, hogy csak a főhadparancsnokságot ismerik el felettes szervnek, a magyar kormányt nem. Kívánták ezen felül az uradalmi földön ülő jobbágyok terheinek és a robothátralékok eltörlését.
A határozatot követően az eddig mérsékelt Cipariu és Barit is a szélsőséges irányzathoz csatlakozott, Saguna is nyíltan magyarellenes nézeteket hangoztatva tért vissza Pestről.